# Arena Fonte Nova
Arena Fonte Nova je stadion u Salvadoru, Brazil. Stadion je novo zdanje građen za Svjetsko nogometno prvenstvo u Brazilu 2014. godine. Na njemu nastupaju dva nogometna kluba Vitória i Bahia. Vlasnik ovog stadiona koji ima kapacitet 56.000 gledatelja je državna vlada Bahie. 

## Vanjske poveznice
- (port.) Službena stranica stadiona  Arhivirana inačica izvorne stranice od 24. lipnja 2014. (Wayback Machine)